# Hans-Martin Nau
Hans-Martin Nau (* 16. Januar 1937 in Wegeleben bei Halberstadt) ist ein deutscher Opernsänger (Bass).

## Leben
Nau studierte von 1955 bis 1960 an der Hochschule für Musik „Franz Liszt“ in Weimar. Anschließend debütierte er 1960 in Mozarts Così fan tutte als Don Alfonso im Vogtlandtheater Plauen und wurde für drei Spielzeiten dort Ensemble-Mitglied. 1963 wechselte er nach Halle an der Saale und blieb dort zunächst bis 1969, später dann auch bis 1975 neben Berlin noch im Zweitvertrag.
Nau war seit 1969 auch an der Komischen Oper Berlin (bei Walter Felsenstein), wo er auch während der Intendanz von Joachim Herz und unter Chefregisseur Harry Kupfer bis 2002 verblieb, anschließend verband ihn mit der Komischen Oper ein Gastvertrag.
Zu Naus wichtigsten Partien zählen u. a. der Vater Schlendrian (Kaffee-Kantate Schweigt stille, plaudert nicht von Johann Sebastian Bach) sowie der Polydarte in G. F. Händels Giustino, außerdem der Doktor Bartolo in der Figaro-Inszenierung Kupfers und im Barbier von Sevilla.
Er sang in seinen jüngeren Jahren in Mozarts Opern auch den Figaro, Leporello, Don Alfonso, Papageno und Publius (La clemenza di Tito).
Außerdem war Nau Rocco in Fidelio, van Bett in Zar und Zimmermann (zuletzt in Stralsund und Greifswald), Sparafucile in Rigoletto, Kezal in der Verkauften Braut, Warlaam in Boris Godunow, Fürst Gremin in Eugen Onegin, Zar Saltan in der gleichnamigen Oper von Nikolai Rimski-Korsakow sowie Colline in La Bohème und Ochs von Lerchenau im Rosenkavalier, der Vater in Benjamin Brittens The Prodigal Son in Ossiach.
Am 11. Dezember 2021 wurde Nau mit knapp 85 Jahren bei der letzten Aufführung Die Nase Schostakowitsch offiziell an der komischen Oper für seine 52-jährige Zugehörigkeit geehrt und gleichzeitig verabschiedet. Nau blickte damit auf 61 Sänger-Jahre und Bühnenerfahrung zurück.

## Ehrungen
- 1964: Händelpreis des Bezirkes Halle
- Ernennung zum Kammersänger